# Gaudichaudia mucronata
Gaudichaudia mucronata är en tvåhjärtbladig växtart som först beskrevs av José Mariano Mociño, Amp; Sesse och Dc., och fick sitt nu gällande namn av Adrien Henri Laurent de Jussieu. Gaudichaudia mucronata ingår i släktet Gaudichaudia och familjen Malpighiaceae. Inga underarter finns listade i Catalogue of Life.